# Taboola
Taboola es una empresa internacional de tecnología publicitaria. La empresa tiene su sede en la ciudad de Nueva York y sus acciones cotizan en el NASDAQ. Adam Singolda fundó Taboola en 2007. La plataforma de anuncios de la empresa ofrece productos de publicidad nativa en sitios web y dispositivos digitales.
En 2022, Taboola proporcionaba 500,000 recomendaciones por segundo a 500 millones de usuarios activos diarios y había sido adoptada por importantes sitios web como El País, Cinco Días, HuffPost, Yahoo!, CBS News, Business Insider, MSN, entre otros.

## Historia
Adam Singolda fundó Taboola en 2007. La empresa se fundó en Israel e inicialmente ofrecía un motor de recomendación de contenidos de vídeo. La sede de la empresa se trasladó más tarde a la ciudad de Nueva York. Taboola recaudó $1.5 millones de dólares en financiación en noviembre de 2007. Después siguieron $4.5 millones de dólares en noviembre de 2008 y $9 millones de dólares en agosto de 2011. Además de esto, Taboola recaudó $15 millones de dólares en febrero de 2013.
En 2014, Taboola adquirió una empresa de publicidad programática con sede en California llamada Perfect Market. En febrero de 2015, Taboola recaudó $117 millones de dólares en su ronda de financiación Serie E. En mayo de ese año, Taboola anunció una financiación adicional de Baidu por una cantidad no revelada. En julio de 2016, Taboola adquirió ConvertMedia, un motor de recomendación de contenido de video. Los términos del acuerdo no fueron revelados. En enero de 2017, Taboola adquirió una empresa de personalización de sitios web llamada Commerce Sciences por una suma no revelada. La tecnología de Commerce Sciences puede reelaborar el diseño de un sitio web basándose en si es más probable que un usuario haga clic en un anuncio, en un boletín de noticias o en un video.

## Productos y modelo de negocio

### Publicidad contextual
Taboola crea los recuadros "Around The Web" y "Recommended For You" en la parte inferior de muchas páginas web. Las recomendaciones de Taboola se realizan con base en un modelo de publicidad contextual, en lugar de una segmentación basada en cookies utilizada por otras plataformas de publicidad en línea. Los editores de contenidos utilizan Taboola para animar a los usuarios a ver más artículos en el mismo sitio o para obtener ingresos por el tráfico de referencia.

### Productos de Taboola
| Producto                 | Dirigido a                          | Descripción |
| ------------------------ | ----------------------------------- | --- |
| Taboola Ads              | Anunciantes                         | La plataforma de publicidad PPC de Taboola permite a los anunciantes realizar campañas publicitarias en los sitios de los editores. |
| Taboola Feed             | Propiedades digitales               | Debajo del contenido de la página principal, Taboola Feed está diseñado para emular la experiencia de desplazamiento de las redes sociales, y ofrece “tarjetas” relevantes a los usuarios que presentan una amplia gama de tipos de contenido, como artículos y video patrocinados, y módulos de terceros, como el clima local.                                                                           |
| Taboola Widget           | Propiedades digitales               | El widget de recomendaciones de contenido clásico de Taboola permite a los editores personalizar sus propiedades en línea, de forma similar a como Amazon y Netflix muestran recomendaciones a sus usuarios. Los editores pueden utilizar el widget de Taboola para promocionar contenidos tanto orgánicos como patrocinados a sus lectores, impulsando simultáneamente la interacción y la monetización. |
| Taboola Smartbid         | Anunciantes                         | SmartBid es un motor de pujas semiautónomo basado en aprendizaje profundo, diseñado para encontrar y concentrarse en las impresiones que tienen más probabilidades de conducir a conversiones para el anunciante. |
| Taboola Newsroom         | Propiedades digitales               | Tablero de analíticas que ayuda a los equipos editoriales a tomar decisiones informadas y a aumentar el número de lectores. |
| Taboola News             | Fabricantes de dispositivos móviles | Aplicación enviada con los nuevos dispositivos que proporciona contenido de noticias gratuito impulsado por Taboola. |
| Homepage for You         | Propiedades digitales               | Permite a los editores utilizar la inteligencia artificial para ofrecer contenidos personalizados según los intereses de sus lectores, con el objetivo de captar mejor su atención y aumentar la interacción. |
| Taboola Turnkey Commerce | Propiedades digitales               | Ofrece a los editores premium la posibilidad de crear contenido de confianza que atraiga a los compradores y les ayude a tomar decisiones de compra. |